# Kościół Narodzenia Najświętszej Maryi Panny w Goszczu
Kościół Narodzenia Najświętszej Maryi Panny – rzymskokatolicki kościół parafialny należący do dekanatu Twardogóra diecezji kaliskiej.

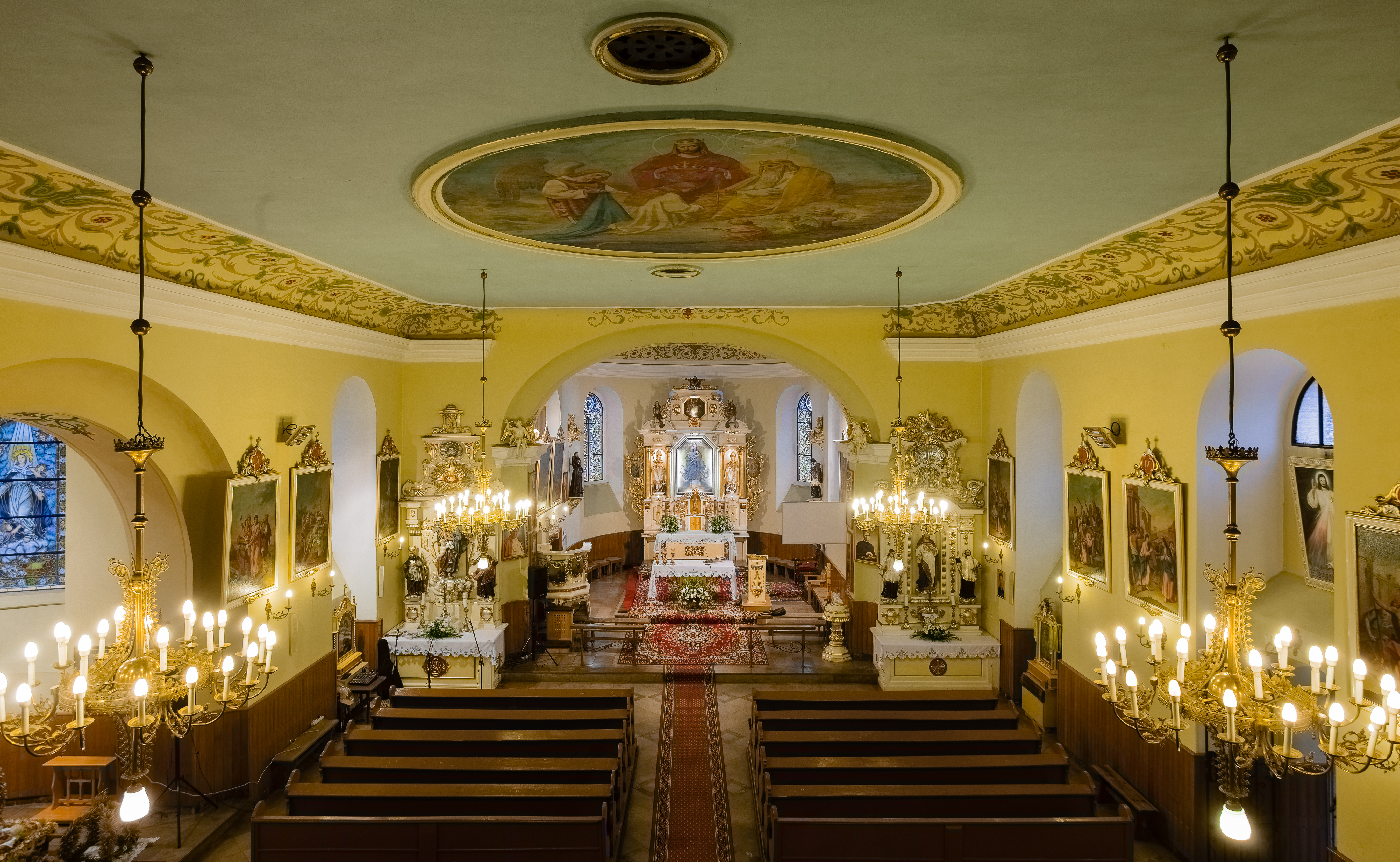
Wnętrze świątyni

Pierwotna świątynia była wzmiankowana w 1291 roku. Obecna budowla, w stylu barokowym, została zbudowana około 1778 roku, następnie była restaurowana w 1960 roku. Jest to kościół murowany, posiadający jedną nawę oraz węższe, półkoliście zamknięte prezbiterium, i wieżę od strony zachodniej. Wnętrze świątyni jest nakryte sklepieniem kolebkowym z lunetami.